# Long Road Out of Eden
Long Road Out of Eden je sedmi studijski album ameriške glasbene skupine Eagles, ki je izšel 30. oktobra 2007 pri založbi Lost Highway Records. Po skoraj šestletni produkciji, je Long Road Out of Eden prvi studijski album skupine po albumu The Long Run, skupaj s štirimi skladbami z albuma Hell Freezes Over in dvema skladbama iz leta 2003 (»Hole in the World«) in leta 2005 (»One Day at a Time«), pa je edini novi material, ki ga je skupina izdala po letu 1979. To je tudi prvi album skupine po odhodu Dona Felderja iz skupine leta 2001 in zadnji album skupine, na katerem je sodeloval Glenn Frey, ki je umrl 18. januarja 2016.
Z albuma sta izšla dva singla, ki sta se oba uvrstila na lestvico Hot Country Songs: priredba skladbe J.D. Southerja »How Long« in »Busy Being Fabulous«. Oba singla sta se uvrstila med Top 30 na country lestvicah in med Top 20 na lestvici Hot Adult Contemporary Tracks.
Album vsebuje pet hitov, ki so se uvrstili na lestvico Hot Adult Contemporary Tracks: »How Long«, »Busy Being Fabulous«, »No More Cloudy Days«, »What Do I Do With My Heart« in »I Don't Want to Hear Anymore«.
Album se je uvrstil na 1. mesto ameriške lestvice in je prejel dva Grammyja za skladbo »How Long« in instrumentalno skladbo »I Dreamed There Was No War«. Album je postal 6. album skupine, ki je dosegel 1. mesto lestvice, bil pa je tudi najbolje prodajan album leta. Samo v ZDA je bilo prodanih 3.5 milijona izvodov. Album je postal 7x platinast.

## O albumu
Leta 2006 so v Walmartu začeli prodajati posebno izdajo DVD-ja Farewell 1 Tour - Live from Melbourne. Posebna izdaja je kot bonus vsebovala zgoščenko s tremi skladbami s kasneje izdanega albuma Long Road Out of Eden: »No More Cloudy Days«, »Do Something« in »Fast Company«.
20. avgusta 2007 je kot singl izšla skladba »How Long«, ki jo je napisal J.D. Souther, ki je že prej sodeloval  s skupino pri nekaterih drugih hit skladbah kot so »Best of My Love«, »Victim of Love«, »Heartache Tonight« in »New Kid in Town«. Videospot singla je izšel na televizijskem programu CMT. 23. avgusta 2007 je bil predvajan v oddaji Top 20 Countdown. Skupina je skladbo izvajala kot del svojega koncertnega repertoarja že na začetku 70. let, vendar jo ni posnela, ker jo je želel Souther izdati na svojem debitantskem albumu.
Posebna izdaja »The Deluxe Collector's Edition of Long Road Out of Eden« je izšla 20. novembra 2007 skupaj z bonus skladbama »Hole in the World« in »Please Come Home for Christmas«. Ta izdaja je izšla v rdečem ovitku, skupaj s knjižico z besedili in fotografijami.
»No More Walks in the Wood« je skladba, ki vsebuje besede pesmi »An Old-Fashioned Song«, ki jo  je napisal pesnik John Hollander. Skladba je v štiriglasju skupaj s kitarsko spremljavo, večinoma pa je zapeta a cappella.
V intervjuju za CNN iz leta 2007, je Don Henley dejal, da je ta album verjetno zadnji, ki ga je skupina posnela. Ko so mediji tehtali možnosti novega albuma skupine, je novembra 2010 Timothy B. Schmit dejal, da za kaj takega ni možnosti. Sicer je dejal, da je podobno že dejal pred zadnjim izdanim albumom tako, da ne ve. V intervjuju za undercover.fm leta 2010 je Joe Walsh dejal, da skupina mogoče še lahko posname en album preden dokončnim prenehanjem delovanja.
Na podelitvi Grammyjev za leto 2009 je album osvojil Grammyja za najboljšo pop instrumentalno izvedbo, bil pa je nominiran še v treh kategorijah: za najboljši pop vokalni album, najboljšo pop izvedbo dueta ali skupine za skladbo »Waiting in the Weeds« in najboljšo rock izvedbo dueta ali skupine z vokali za skladbo »Long Road Out of Eden«.
Skladbo »Guilty of the Crime« je že prej posnela skupina The Bellamy Brothers in je izšla na njihovem albumu iz leta 1997, Over the Line. Leta 2009 je skupina posnela verzijo skladbe s skupino The Bacon Brothers in jo izdala kot singl skupaj z videospotom.
Leta 2009 je skladba »I Don't Want to Hear Any More« izšla kot peti singl z albuma Long Road Out of Eden. Avtor skladbe, Paul Carrack je leta 2007 že posnel skladbo, kjer sta Don Henley in Timothy B. Schmit pela spremljevalne vokale.
Prvič po izdaji albuma je bil nakup le-tega mogoč preko uradne spletne strani skupine ali v trgovinah Walmart in Sam's Club. Album je postal prvi na tak način prodajan album, ki je dosegel prvo mesto lestvice.

## Seznam skladb
| Disk 1 | Disk 1                          | Disk 1                                    | Disk 1           | Disk 1  |
| Št.    | Naslov                          | Pisec                                     | Glavni vokal     | Dolžina |
| ------ | ------------------------------- | ----------------------------------------- | ---------------- | ------- |
| 1.     | „No More Walks in the Wood‟     | Don Henley, Steuart Smith, John Hollander | Skupina          | 2:00    |
| 2.     | „How Long‟                      | J. D. Souther                             | Frey in Henley   | 3:16    |
| 3.     | „Busy Being Fabulous‟           | Henley, Glenn Frey                        | Henley           | 4:20    |
| 4.     | „What Do I Do with My Heart‟    | Frey, Henley                              | Frey in Henley   | 3:54    |
| 5.     | „Guilty of the Crime‟           | Frankie Miller, Jerry Lynn Williams       | Walsh            | 3:43    |
| 6.     | „I Don't Want to Hear Any More‟ | Paul Carrack                              | Schmit           | 4:21    |
| 7.     | „Waiting in the Weeds‟          | Henley, Smith                             | Henley           | 7:46    |
| 8.     | „No More Cloudy Days‟           | Frey                                      | Frey             | 4:03    |
| 9.     | „Fast Company‟                  | Henley, Frey                              | Henley           | 4:00    |
| 10.    | „Do Something‟                  | Henley, Timothy B. Schmit, Smith          | Schmit in Henley | 5:12    |
| 11.    | „You Are Not Alone‟             | Frey                                      | Frey             | 2:24    |

| Disk 2 | Disk 2                           | Disk 2                      | Disk 2         | Disk 2  |
| Št.    | Naslov                           | Pisec                       | Glavni vokal   | Dolžina |
| ------ | -------------------------------- | --------------------------- | -------------- | ------- |
| 1.     | „Long Road Out of Eden‟          | Henley, Frey, Schmit        | Henley         | 10:17   |
| 2.     | „I Dreamed There Was No War‟     | Frey                        | instrumentalna | 1:33    |
| 3.     | „Somebody‟                       | Jack Tempchin, John Brannen | Frey           | 4:09    |
| 4.     | „Frail Grasp on the Big Picture‟ | Henley, Frey                | Henley         | 5:46    |
| 5.     | „Last Good Time in Town‟         | Joe Walsh                   | Walsh          | 7:07    |
| 6.     | „I Love to Watch a Woman Dance‟  | Larry John McNally          | Frey           | 3:16    |
| 7.     | „Business as Usual‟              | Henley, Smith               | Henley         | 5:31    |
| 8.     | „Center of the Universe‟         | Henley, Frey, Smith         | Henley         | 3:42    |
| 9.     | „It's Your World Now‟            | Frey, Tempchin              | Frey           | 4:22    |

| Deluxe Collector's Edition | Deluxe Collector's Edition       | Deluxe Collector's Edition       | Deluxe Collector's Edition |
| Št.                        | Naslov                           | Pisec                            | Dolžina                    |
| -------------------------- | -------------------------------- | -------------------------------- | -------------------------- |
| 10.                        | „Hole in the World‟              | Henley, Frey                     | 4:13                       |
| 11.                        | „Please Come Home for Christmas‟ | Charles Mose Brown, Gene C. Redd | 2:58                       |

## Zasedba

### Eagles
- Glenn Frey – kitara, klaviature, bas, vokali, orkestracija
- Don Henley – bobni, tolkala, kitara, vokali, aranžmaji
- Timothy B. Schmit – bas, vokali
- Joe Walsh – kitara, klaviature, vokali

### Dodatni glasbeniki
- Steuart Smith – kitara, klaviature, mandolina
- Scott Crago – bobni, tolkala
- Richard F. W. Davis – klaviature, programiranje, orkestracija
- Michael Thompson – klaviature, harmonika, trombon
- Will Hollis – klaviature
- Al Garth – altovski saksofon, violina
- Bill Armstrong – trobenta
- Chris Mostert – tenorski saksofon, altovski saksofon
- Greg Smith – baritonski saksofon, aranžmaji
- Greg Leisz – pedal steel
- Lenny Castro – tolkala
- Luis Conti – tolkala